# KF Lepenci
KF Lepenci kosovski je nogometni klub iz Kačanika. Trenutačno se natječe u ligi Liga e Dytë, trećoj nogometnoj ligi Kosova.
Dok se natjecao u jugoslavenskim nogometnim ligama bio je poznat kao FK Lepenac.

## Povijest
Nogomet u Kačaniku igrao se krajem 1942./43. godine za vrijeme Drugog svjetskog rata, a ubrzo nakon završetka Drugog svjetskog rata osnovan je klub KF Lepenci, i to 1945. godine. KF Lepenci dobio je ime po rijeci u Kačaniku, rijeci Lepenac. Godine 1955. Lepenci je igrao u kvalifikacijskim natjecanjima Regionalne lige Prištine. Priključio se i osigurali mjesto među kosovskom nogometnom elitom,.
U sezoni 2011./12. Nogometne Superlige Kosova Lepenci je prvi put u povijesti zaigrao u najvišem rangu Kosova, no na kraju sezone ispao je u drugu ligu zvanu Liga e Parë.
Nalazi se na 30. mjestu na ljestvici svih vremena Nogometne Superlige Kosova i jedan je od najstarijih i najvećih klubova na Kosovu.

## Navijači
Fikšat su klupska ultras skupina. Osnovana je 1999..

## Stadion
Domaće utakmice klub igra na stadionu Besnik Begunci. Stadion je nazvan po Besniku Begunci, koji se borio na strani Oslobodilačke vojske Kosova. Srpske snage ubile su ga 1999. godine.

## Vanjske poveznice
- Službena web-stranica